# Anaplectoides atrovirens
Anaplectoides atrovirens is een vlinder uit de familie van de uilen (Noctuidae). De wetenschappelijke naam van de soort is voor het eerst geldig gepubliceerd in 1995 door Shigero Sugi.

## Type
- holotype: "male, 10.IX.1987, leg. T. Saito, Y. Arita & Y. Yashiyasu"
- instituut: UOP, Sakai, Japan
- typelocatie: "Thailand, Chiang Mai, Doi Inthanon, ca. 2571 m"